# Eishockey-Weltmeisterschaft 2018
Die Eishockey-Weltmeisterschaften des Jahres 2018 wurden durch die Internationale Eishockey-Föderation in fünf verschiedenen Alters- und Geschlechtsklassen durchgeführt. Insgesamt wurden in sämtlichen Divisionen 28 Turniere ausgetragen.

## Turnierüberblick

### Herren
Die 82. Eishockey-Weltmeisterschaft der Herren wurde in Dänemark ausgetragen. Austragungsorte waren Kopenhagen und Herning. Die Bewerbung Dänemark setzte sich gegen Lettland (mit zwei Stadien in Riga) mit 95 zu 12 Stimmen durch. Die Vergabe erfolgte auf dem IIHF-Kongress während der Eishockey-Weltmeisterschaft der Herren 2014.
Beide Länder hatten sich für die Eishockey-Weltmeisterschaft 2017 noch gemeinsam um die Austragung beworben. Für Dänemark ist es die erste Eishockey-Weltmeisterschaft. Die Dänen hatten sich auch für die WM 2016 beworben, zogen jedoch kurz vor der Abstimmung ihre Bewerbung zurück. Lettland war zuletzt 2006 Gastgeber der Weltmeisterschaft.
Austragungsorte und -zeiträume
- Top-Division: 4. bis 20. Mai 2018 in Kopenhagen und Herning, Dänemark

- Division I
  - Gruppe A: 22. bis 28. April 2018 in Budapest, Ungarn
  - Gruppe B: 22. bis 28. April 2018 in Kaunas, Litauen

- Division II
  - Gruppe A: 23. bis 29. April 2018 in Tilburg, Niederlande
  - Gruppe B: 14. bis 20. April 2018 in Granada, Spanien

- Division III: 16. bis 22. April 2018 in Kapstadt, Südafrika
  - Qualifikation: 25. bis 28. Februar 2018 in Sarajevo, Bosnien und Herzegowina

### U20-Junioren
Die 42. Eishockey-Weltmeisterschaft der U20-Junioren fand vom 26. Dezember 2017 bis 5. Januar 2018 in Buffalo, Vereinigte Staaten statt.
Austragungsorte und -zeiträume
- Top-Division: 26. Dezember 2017 bis 5. Januar 2018 in Buffalo, New York, USA

- Division I
  - Gruppe A: 10. bis 16. Dezember 2017 in Courchevel und Méribel, Frankreich
  - Gruppe B: 9. bis 15. Dezember 2017 in Bled, Slowenien

- Division II
  - Gruppe A: 10. bis 16. Dezember 2017 in Dumfries, Großbritannien
  - Gruppe B: 10. bis 16. Januar 2018 in Belgrad, Serbien

- Division III: 22. bis 28. Januar 2018 in Sofia, Bulgarien

- Qualifikation zur Division III 2019: 5. bis 7. Februar 2018 in Kapstadt, Südafrika

### U18-Junioren
Die 20. Eishockey-Weltmeisterschaft der U18-Junioren wurde vom 19. bis 29. April 2018 in Tscheljabinsk und Magnitogorsk (Russland) ausgetragen.
Austragungsorte und -zeiträume
- Top-Division: 19. bis 29. April 2018 in Tscheljabinsk und Magnitogorsk, Russland

- Division I
  - Gruppe A: 2. bis 8. April 2018 in Riga, Lettland
  - Gruppe B: 14. bis 20. April 2018 in Kiew, Ukraine

- Division II
  - Gruppe A: 1. bis 7. April 2018 in Tallinn, Estland
  - Gruppe B: 24. bis 30. März 2018 in Zagreb, Kroatien

- Division III:
  - Gruppe A: 26. März bis 1. April 2018 in Erzurum, Türkei
  - Gruppe B: 26. bis 28. April 2018 in Queenstown, Neuseeland

### Frauen
Die 21. Eishockey-Weltmeisterschaft der Frauen wurde wegen der Olympischen Winterspiele in Pyeongchang im Jahr 2018 lediglich in den Division IA bis IIB sowie der Qualifikation zu letzterer ausgetragen. Selbiges war bereits im Jahr 2014 geschehen, als erstmals im Jahr eines olympischen Eishockeyturniers auch Weltmeisterschaftsspiele ausgetragen wurden.
Austragungsorte und -zeiträume
- Division I
  - Gruppe A: 8. bis 14. April 2018 in Vaujany, Frankreich
  - Gruppe B: 8. bis 14. April 2018 in Asiago, Italien

- Division II
  - Gruppe A: 31. März bis 6. April 2018 in Maribor, Slowenien
  - Gruppe B: 17. bis 23. März 2018 in Valdemoro, Spanien

- Qualifikation zur Division IIB: 4. bis 9. Dezember 2017 in Sofia, Bulgarien

### U18-Frauen
Die 11. Eishockey-Weltmeisterschaft der U18-Frauen fand vom 6. bis 13. Januar 2018 in Dmitrow in Russland statt.
Austragungsorte und -zeiträume
- Top-Division: 6. bis 13. Januar 2018 in Dmitrow, Russland

- Division I
  - Gruppe A: 8. bis 14. Januar 2018 in Asiago, Italien
  - Gruppe B: 6. bis 12. Januar 2018 in Katowice, Polen

- Qualifikation zur Division IB 2019: 30. Januar bis 4. Februar 2018 in Mexiko-Stadt, Mexiko